# Wermlandsspexet
Wermlandsspexet är ett studentspex vid Wermlands nation i Lund som utmärker sig genom att inte använda sexskämt eller större anakronismer.
Wermlandsspexet "Epok II" räknas ifrån 1995 då Hamlet sattes upp. Bland sedermera kända medlemmar i Wermlandsspexets ensemble märks Anders Johansson, Måns Nilsson, Simon Svensson och Hanna Nygren.

## Wermlandsspexets uppsättningar
- 1992 Odiaden - ett homeriskt epokepos
- 1993 Bibelen
- 1994 Sherlock Holmes
- 1995 (vt) Hamlet
- 1995 (ht) Oidipus
- 1996 (vt) Snövit
- 1996 (ht) Judas eller Trettio spänn
- 1997 (vt) Ivanhoe eller Sjön suger
- 1997 (ht) Bröderna Lejonhjärta - den oklippta versionen
- 1998 (vt) Movvgli eller Jag lovar att fatta den här gången
- 1999 Indiana Jones
- 2000 Helvetet
- 2001 Iason och det gyllene skinnet
- 2002 Macbeth
- 2003 Tristan och Isolde
- 2004 Kleopatra
- 2005 Ragnarök
- 2006 Katarina den Stora
- 2007 Tristan och Isolde (återuppsättning)
- 2008 1001 - En ökenodyssé eller Tusen och en natt
- 2009 Gertrude Stein eller Ett spex är ett spex är ett spex
- 2010 David O Selznicks "Borta med vinden" eller Peter dricker saft
- 2011 Apokalypsen eller Wermlandsspexet 2013
- 2012 Ture Sventon på den Transsibiriska järnvägen